# 以倭代華
以倭代華（いわだいか）、あるいは以倭代唐とは、日本の伝統文化を転用して、唐の文化を復興させるとする中国における文化運動である。

## 歴史
中国において、国風文化などの日本文化の変遷がまったく理解されておらず、さらに「漢・唐は日本に在り、宋・明は韓国に在り、民国は台湾に在り」という言説がネットで拡散されたために、中国において、日本の伝統文化とは唐の文化と寸分違わない完全な模倣だという誤解が広まった。
浸透王朝や征服王朝といった他民族の歴史や文化を自称「漢民族」が慣習的に盗用していることも原因である。拓跋国家である唐を築いた鮮卑はすでに消滅しており、現代の中国人と関係を持たないが、以倭代華ではその点に触れられることはない。
また、中国共産党が中国でのナショナリズムを煽動していることから、漢服運動といったかつての中国本土に存在した文化を復興しようという流れが起きている。
また、中国の歴史ドラマなどで日本の建築や伝統文化が「唐文化」として流用されることが現在では頻繁にあるため、唐と日本の文化を同一視する中国人が増えている。
なお、中国において「倭」は日本を蔑むときに用いられる字である。

## 例
- 高温多湿で雨の多い日本の環境に合わせて、軒を深くし、基壇を高くするなど日本独自の建築が造られたが[2]、中国では日本の伝統建築と唐の建築を同一視して、チェン・カイコー監督の中国映画の「妖貓傳（日本語タイトル:空海-KU-KAI- 美しき王妃の謎）」では「唐建築」として日本建築が流用されている。

- 唐の影響の大きかった奈良時代であれ、日本の建築は唐の物とは違いがあったが、国風文化以降である京都の建築でさえ「唐文化」とされている[3]

- 唐菓子とは揚げ菓子であるが、唐菓子として日本の練り切りを人民網が紹介[4]

- 「趙氏孤兒」「太子妃升職記」「陳情令」、「斛珠夫人」などの中国のドラマにおいて、日本の枯山水を「中国の伝統文化」として流用。

## 参照
1. ↑  「中国政治の陰の主役「ナショナリズム」を読み解く」日経ビジネス2020年8月6日
2. ↑  「日本建築」コトバンク
3. ↑  「日本に残る中国文化を知っていますか？「古き良き日本」で自らの文化を再発見する中国の人々」wisdom (NEC)2017年6月20日
4. ↑  「唐菓子作りに魅せられた女性　夢は無形文化遺産の伝承人になること」人民網日本語版 2023年1月12日

## 関連事項
- 文化の盗用
- 歴史修正主義